# مسجد سادات قريش
جامع سادات قريش هو مسجد تاريخي يقع بمدينة بلبيس بمصر، تأسس عام 18 هجري ويعد أحد أبرز المعالم الإسلامية، ويعتبر أقدم الجوامع بمصر، حيث يذهب بعض المؤرخين إلى الاعتقاد بأن هذا المسجد هو أول مسجد بني في مصر، وتأسس قبل مسجد عمرو بن العاص في مدينة الفسطاط، ويرجح أن يكون أول أو ثاني أقدم مسجد في أفريقيا.
وقد أطلق عليه هذا الاسم تكريماً لشهداء المسلمين من صحابة رسول الله في معركتهم ضد الرومان عند فتحهم لمصر، ويقع في شارع بورسعيد بمدينة بلبيس.

## أصل التسمية
وجاءت تسميته بـ سادات قريش، تكريمًا لشهداء المسلمين عند فتحهم مصر، في معركتهم ضد الرومان في بلبيس، حيث استشهد من جيش المسلمين نحو 120 جندياً ممن ينتسبون إلى قبيلة قريش التي ولد فيها الرسول صلى الله عليه وسلم ودفنوا فيه.

## التاريخ
تم بناء المسجد على يد عمرو بن العاص سنة 18 هجرية أثناء الفتح الإسلامي لمصر، وبذلك يعد جامع «سادات قريش» بالشرقية، هو أول مسجد بُني في مصر،- تبعاً لما يؤكده بعض من المؤرخين - قبل مسجد عمرو بن العاص في مدينة الفسطاط، ومسجد الرحمة في الإسكندرية، ومنهم الباحثة الدكتورة سعاد ماهر، والبروفيسور فرانسوا ألبريت المتخصص في التاريخ العربي والإسلامي بجامعة السوربون.
وهناك بعض المصادر تشير إلى أنه ثاني أقدم مسجد في أفريقيا بعد مسجد النجاشي في الحبشة والذي أسسه الصحابة عند هجرتهم إلى الحبشة عام 613 ميلادي.
كما أن السيدة زينب ابنة علي بن أبي طالب بعد هزيمة كربلاء رأت رؤية وهي بالمدينة أن رسول الله يأمرها بأخذ آل البيت إلى مصر، فاستقبلها أهل بلبيس خير استقبال، وأقامت بالمسجد شهراً كاملاً.
وكان الخليفة العباسي المأمون قد أمر بترميم المسجد، بعد أن أقام فيه 40 يوماً حينما نزل مصر ليعيد النظام إليها، بعد أن ثار المصريون من العرب الفاتحين والأقباط السكان الأصليين على تعسف الوالي العباسي عيسى بن منصور، ومن ذلك أطلق على المسجد فترة من الزمن (جامع المأمون) وتم تجديده في عهد الأمير مصطفى الكاشف سنة 1002 هجرية.
مئذنة سادات قريش مسجلة ضمن الآثار الإسلامية بالقرار الوزاري رقم 10357 لسنة 1951 بالشرقية، وقد تم التعدي عليها والبناء حولها وهي ناقصة بدون قمة ونهايتها متهدمة، وفي السبعينيات تم فك جزء آخر منها ملقى بجانبها.

## التصميم
والمسجد مستطيل الشكل يحتوي على ثلاثة صفوف من الأعمدة الرخامية ومقسم إلى أربعة أروقة موازية لحائط القبلة، وتيجان الأعمدة مختلفة الأشكال، وتبلغ مساحته حوالي ثلاثة آلاف متر مربع وتم تجديد هذا المسجد في العهد العثماني على يد أمير مصر أحمد الكاشف الذي أنشأ المئذنة. تبلغ مساحة المسجد نحو 3 آلاف متر مربع، ويحتوي على 3 صفوف من الأعمدة الرخامية، ومقسم إلى أربعة أروقة موازية لحائط القبلة.

## وصلات خارجية
- حلقة وثائقي عن مسجد سادات قريش - برنامج باب الخلق مع محمود سعد - قناة النهار